# Gheorghe Vrabie (folclorist)
Gheorghe Vrabie (8 aprilie 1908, Voinești, județul Vaslui - 19 iulie 1991, București) a fost un autor, editor, folclorist și istoric literar român.

## Biografie, educație
Cursurile primare în comuna Obârșeni și Școala Primară de băieți nr. 1 din Bârlad; Liceul Gheorghe Roșca Codreanu, Bârlad; Facultatea de Litere și Filosofie a Universității din București; Facultatea de Filologie a Universității din Berlin.
Teza de doctorat, distinsă cu Summa cum laude (1943), va fi tipărită în țară într-o versiune întregită, cu titlul Folklorul. Obiect. Principii. Metodă (1947).

## Operă

### Cărți de non-ficțiune
- Mesianism ardelean, București, 1937;
- Bârladul cultural, prefață de Nicolae Petrașcu, București, 1938;
- Gândirismul. Istoric, doctrină, realizări, București, 1940;
- Emil Gârleanu, Craiova, 1941;
- Folklorul. Obiect. Principii. Metodă, București, 1947;
- Balada populară română, București, 1966;
- Folcloristica română. Evoluție, curente, metode, București, 1968;
- Folcloristica, București, 1975;
- Structura poetică a basmului, București, 1975;
- Gruia lui Novac. Repovestire în proză, cu gravuri de Mircea Dumitrescu, București, 1977;
- Retorica folclorului. Poezia, București, 1978;
- Eposul popular românesc. Teme, motive, structuri poematice, București, 1983;
- Poetica „Mioriței”, București, 1984;
- Proza populară românească, București, 1986;
- Zur Volkskunde der Rumanen. Volksdichtung und Brauchtum im europaischen Kontext, traducere de Albrecht Zweier, București, 1989;
- Din estetica poeziei populare române. Analize stilistice și literare, București, 1990;
- De civitate rustica. Studii și cercetări de etnologie și literatură populară, București, 1999;
- Introducere în etnografie. Obiect, principii, metode, prefață de Nicolae Constantinescu, București, 2001;
- Ritualurile agrare la români, București, 2002.

### Culegeri de folclor
- Basmul cu Soarele și fata de împărat. Povești, snoave și legende argeșene, București, 1974;
- Folklor românesc. Studii și texte, Craiova.

### Ediții îngrijite
- Emil Gârleanu, Bucăți alese comentate, Craiova, 1941;
- Vasile Alecsandri, Poezii populare ale românilor, I-II, prefața editorului, București, 1965;
- Gruia lui Novac, cu ilustrații de Done Stan, București, 1965.